# Nomi Prins
Nomi Prins est une économiste, auteure, journaliste et conférencière américaine qui a principalement écrit sur la finance américaine à Wall Street et sur l'économie américaine, après avoir travaillé dans le secteur financier, avoir été directrice générale chez Goldman Sachs, directrice générale principale chez Bear Stearns à Londres, stratège principale chez Lehman Brothers et analyste à la Chase Manhattan Bank. Elle a fait partie du groupe de réflexion Demos (de 2002 à 2016).
Membre d'un panel d'économistes créé pour conseiller le sénateur Bernie Sanders sur la réforme de la Réserve fédérale, elle a promu le rétablissement de la loi Glass-Steagall et plusieurs réformes règlementaires du secteur financier.

## Éléments de biographie
Nomi Prins, aînée de sa famille, est née dans le nord de l'État de New York.
Son père, Jack Prins, travaillait pour IBM, après avoir enseigné au collège local en tant que professeur de mathématiques.

## Éducation
Prins a obtenu un baccalauréat en mathématiques de l'université d'État de New York à Purchase, avec une mineure en musique, avant une maîtrise en sciences statistiques de l'université de New York, puis un doctorat en études stratégiques internationales, avec une spécialisation en économie politique internationale de l'université fédérale du Rio Grande do Sul à Porto Alegre (Brésil).

## Carrière

### Finance
Après avoir obtenu ses diplômes, Prins a entamé sa vie professionnelle dans la banque Chase Manhattan, comme analyste, après quoi elle a travaillé comme stratège senior pour Lehman Brothers (qui subira la plus grande faillite de l'histoire, en septembre 2008, avec une perte de 600 milliards de dollars d'actifs).
En 1993, elle rejoint le groupe d'analyse financière Bear Stearns à Londres, comme directrice générale principale. Puis elle est durant deux ans directrice générale de Goldman Sachs, et enfin décide de quitter Wall Street. Prins a ensuite été Distinguished Senior Fellow au sein du think tank américain Demos de 2002 à 2016.

### Conférencière
Prins est régulièrement invitée pour parler de la finance et de la manière d'inciter les banques à mieux servir l'économie réelle (dont lors de la conférence annuelle de la Réserve fédérale, du Fonds monétaire international et de la Banque mondiale),.
Elle a témoigné devant le Sénat américain sur le pouvoir d'influence croissante du lobby des sociétés de capital-investissement, et sur la cupidité des acteurs de Wall Street.

### Autrice
Prins est notamment autrice de All the Presidents' Bankers: The Hidden Alliances that Drive American Power (Tous les banquiers des présidents : les alliances cachées qui animent la puissance américaine). S'appuyant sur des documents d'archives originaux, elle explore dans ce livre plus d'un siècle de relations étroites, souvent symbiotiques et parfois conflictuelles, entre les 19 présidents, de Teddy Roosevelt à Barack Obama, et les principaux banquiers de leur époque, et analyse comment ils ont façonné la politique intérieure et étrangère des États-Unis.
Elle a aussi écrit un livre de dénonciation de ce qu'elle estime être les systèmes mafieux à l’œuvre à Wall-Street, It Takes a Pillage: Behind the Bonuses, Bailouts, and Backroom Deals from Washington to Wall Street.
Son dernier livre, Permanent Distortion est sorti en octobre 2022. Elle y décrit comment les mouvements d'argent des banques centrales ont massivement influencé les marchés mondiaux et les politiques économiques, et comment ils ont accentué le décalage entre Wall Street et l'économie réelle, source de distorsion des marchés.
Dans un autre livre Collusion, elle dénonce les conflits d'intérêts et collusions qui existent entre le monde de la Finance et le monde de la politique, qu'il cherche à influencer et manipuler,.
Elle est l'autrice de nombreux articles publiés dans le New York Times, Fortune, Newsday, Mother Jones, Slate.com, The Guardian, The Nation, The American Prospect, Alternet, New York Daily News, La Vanguardia et d'autres publications,. Elle contribue mensuellement à Tom Dispatch où elle propose une analyse des liens entre le monde de l'industrie de la Finance de Wall Street et les monde politique des instances gouvernementales de Washington.
Black Tuesday – Éditeur : CreateSpace, 2011 –  (ISBN 1-4635-5766-3). A historical novel about the Crash of 1929.

## Travaux
(juillet 2025).
- Permanent Distortion: How the Financial Markets Abandoned the Real Economy Forever – Publisher: Public Affairs (10/11/22):  (ISBN 978-1541789067).
- Collusion: How Central Bankers Rigged the World - Publisher: Nation Books (5/1/18):  (ISBN 978-1568585628). The author claims that central bankers control global markets and dictate economic policy[15].
- All the Presidents' Bankers: The Hidden Alliances that Drive American Power – Publisher: Nation Books (4/8/14):  (ISBN 978-1568587493).
- It Takes a Pillage: Behind the Bonuses, Bailouts, and Backroom Deals from Washington to Wall Street – Publisher: John Wiley & Sons (9/22/09);  (ISBN 0-470-52959-8);  (ISBN 978-0-470-52959-1).
- Other People's Money: The Corporate Mugging of America – Publisher: New Press (8/1/06);  (ISBN 1-59558-063-8);  (ISBN 978-1-59558-063-4). An account of corporate corruption, political collusion and Wall Street deception. This book was chosen as a Best Book of 2004 by The Economist, Barron's and The Library Journal.
- Jacked: How "Conservatives" are Picking your Pocket (whether you voted for them or not) – Publisher: Polipoint Press (9/1/06);  (ISBN 0-9760621-8-6);  (ISBN 978-0-9760621-8-9). Catalogs her travels around the USA talking to people ss (01/09/06) ; (ISBN 0-9760621-8-6)